# Hohe Straße (Wesel)
Die Hohe Straße ist eine Innenstadtstraße in Wesel am Niederrhein und Teil der zentralen städtischen Fußgängerzone.

## Lage
Die Hohe Straße liegt im östlichen Teil einer Fußgängerzone und Einkaufsstraße, die zwischen dem Großen Markt vor dem Willibrordi-Dom im Westen und dem Berliner Tor im Osten durch die Weseler Innenstadt verläuft. Die 358 Meter lange Hohe Straße endet im Westen am so bezeichneten Mathenakreuz, wo die Fußgängerzone von der quer verlaufenden, verkehrsberuhigten Kreuzstraße/Korbmacherstraße gequert wird. Der sich westlich anschließende Abschnitt der Einkaufsstraße trägt den Namen Viehtor. Im Osten endet die Hohe Straße am Berliner Tor. Vom Berliner Tor ist sie durch die dort vorbeiführende und ebenfalls verkehrsberuhigte Wallstraße getrennt. In ihrem Verlauf gibt es mehrere seitlich einmündende Straßen, die teilweise in die Fußgängerzone eingebunden sind. Vom Berliner Tor kommend ist die Straße Richtung Westen leicht ansteigend und in der Nähe ihres westlichen Endpunktes liegt auf rund 30 Metern über Meereshöhe der höchstgelegene Punkt der Weseler Innenstadt.

## Entwicklung als Geschäftsstraße
Historisch lag die Hohe Straße nicht im alten Zentrum der spätmittelalterlichen Hansestadt, sondern in der östlich angrenzenden Mathena-Vorstadt. An der heutigen Ecke Hohe Straße/Kreuzstraße entstand im 15. Jahrhundert die Mathenakirche als eigene Pfarrkirche für die Vorstadt, welche im selben Jahrhundert erheblich ausgebaut wurde. Die heutige Hohe Straße galt als gute Wohnlage und zog unter anderem den Weseler Maler Derick Baegert an, welcher dort ab spätestens 1496 lebte. Die Straße war ursprünglich ebenso wie die Pfarrkirche nach Nikolaus von Myra benannt und trug somit den Namen St. Nikolaus-Straße. In der heutigen Benennung steht hoch bzw. hohe eigentlich für Haupt, bezeichnet die Straße also als Hauptstraße.
Die heutige Fußgängerzone war schon vor Jahrhunderten eine wichtige Achse durch die Stadt und diente 1734 bei der Einteilung der Bezirke der katholischen Pfarrkirchen St. Martini und St. Mariä Himmelfahrt als Grenze. Die Nordseite der Hohen Straße gehörte dabei zu St. Martini, die südliche zu St. Mariä Himmelfahrt. Bereits im 19. Jahrhundert galt die Hohe Straße als „Schaustraße“ der Stadt. Vor der am Ende des 19. Jahrhunderts eingeleiteten Entfestigung Wesels lag sie am Rand der Weseler Altstadt, welche damals nur bis zum Berliner Tor reichte. Um 1900 hatte sich die Brückstraße nahe dem Dom als wichtigste Geschäftsstraße etabliert, auch wenn die Hohe Straße ebenfalls diese Funktion ausübte.

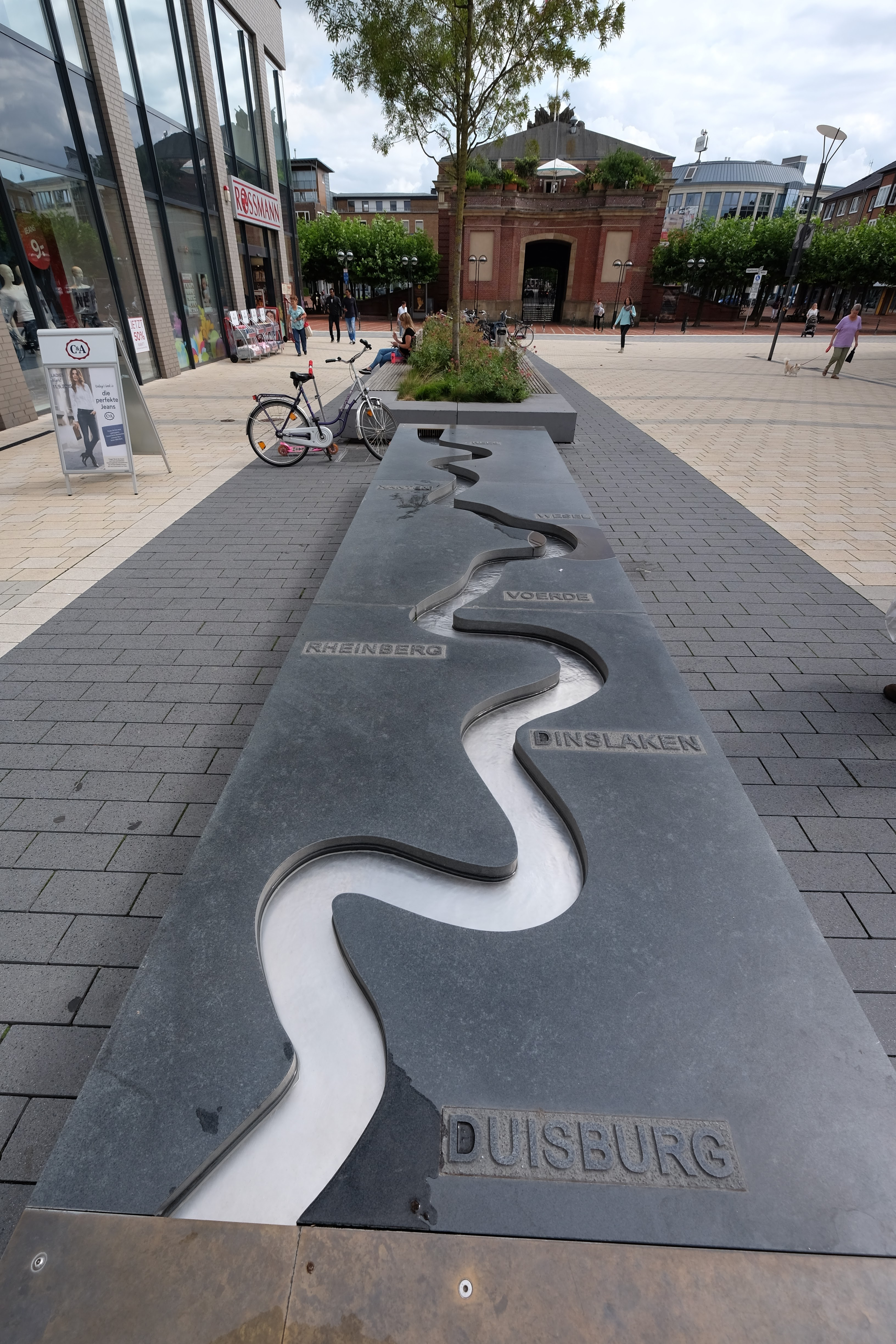
Nachbildung des Rheinverlaufs auf der Hohen Straße

Nach starken Zerstörungen im Zweiten Weltkrieg blieb die Innenstadtachse schon in den ersten Nachkriegsplanungen als zentrale Geschäftszone erhalten. 1947 wurde die gesamte Innenstadtachse vom Dom und noch über das Berliner Tor hinausreichend bis zum Bahnhof einheitlich in Hohe Straße umbenannt. Bereits im Juli 1949 erhielten die übrigen Straßen jedoch ihre ursprünglichen Namen zurück. Ab 1951 konnte die Innenstadtachse durch den Verkehr wieder durchgehend befahren werden. Die im selben Jahr in Betrieb genommene Kleinbahn Wesel–Rees–Emmerich und führte bis zu ihrer Stilllegung 1966 auch über die Hohe Straße. 1952 wurde am früheren Standort der Mathenakirche das erste Weseler Nachkriegsrathaus mit einem zugehörigen Turm fertiggestellt. Grundsätzlich verschob sich das geschäftliche Zentrum der Stadt im Prozess des Wiederaufbaus von der Brückstraße auf die Hohe Straße. Am östlichen Beginn der Hohen Straße entstanden auf beiden Seiten größere Kaufhäuser. Das erste wurde 1951 fertiggestellt und besitzt eine rund geformte Fassade, die dem Berliner Tor zugewandt ist. Das zweite, etwas kleinere „Hansa“-Kaufhaus wurde im September 1954 eröffnet. Zuvor waren bei einem durch Baumängel verursachten schwerwiegenden Unfall am 26. Februar 1954 vier Arbeiter ums Leben gekommen. 1973 wurde auch an der Stelle des vorherigen Rathauses am Mathenakreuz ein großes Kaufhaus errichtet. Im selben Jahr wurde mit einer Probephase die Umgestaltung der gesamten Innenstadtachse zur Fußgängerzone eingeleitet und 1976 wurde dies endgültig umgesetzt. In den späten 1980er Jahren entstand auf der Nordseite der Hohen Straße aus dem ehemaligen Kino Apollo die Apollopassage als weiterer Standort für den Einzelhandel.
Gemäß einem Gutachten aus dem Jahr 2004 hatte die Hohe Straße die höchste Passantenfrequenz auf der Innenstadtachse. 2006 wurde mit dem Gebäude der „Hansa“ eins der großen Kaufhäuser abgerissen und durch das so genannte Berliner-Tor-Center ersetzt. Neben der Einkaufsfunktion wurde es auch zum Standort des Lokalradios Radio K.W. Zu Beginn der 2010er Jahre erfolgte eine Sanierung und Neugestaltung der gesamten Fußgängerzone.